# 471
Évszázadok: 4. század – 5. század – 6. század
Évtizedek: 420-as évek – 430-as évek – 440-es évek – 450-es évek – 460-as évek – 470-es évek – 480-as évek – 490-es évek – 500-as évek – 510-es évek – 520-as évek
Évek: 466 – 467 – 468 – 469 –  470 – 471 – 472 – 473 – 474 – 475 – 476

## Események

### Nyugat- és Keletrómai Birodalom
- I. Leo keletrómai császárt és Caelius Aconius Probianust választják consulnak.
- Leo császár száműzetésből visszatérő sógora, Basiliscus segítségével leszámol kényelmetlenül nagyhatalmú, alán származású főparancsnokával, Asparral. Megöleti Aspart és fiát, Ardaburt; Aspar másik fia, Iulius Patricius is súlyosan megsebesül és bár túléli a támadást, megfosztják trónörökösi (caesar) címétől és érvénytelenítik a császár lányával, Leontia Porpürogenétével kötött házasságát. Leontiát ezután Anthemius nyugatrómai császár fiával, Marcianusszal házasítják össze.
- Aspar sógora, Theodoric Strabo, a trákiai gótok vezére fellázad. Bár Basiliscus és Zeno hadvezérekkel szemben csatát veszít, elég ereje marad, hogy ostrom alá vegye Philippopolist és Arcadiopolist.
- Meghal I. Gennadius, Konstantinápoly pátriárkája. Utóda Acacius.
- Anthemius császár fia, Anthemiolus vezetésével hadsereget küld a vizigótok ellen, de az súlyos vereséget szenved. Euric vizigót király ostrom alá veszi Clermont városát.

### Kína
- Az Északi Vej dinasztia császára, a 17 éves Hszienven bejelenti, hogy lemond és ezentúl filozófiai tanulmányaira fordítja idejét. Utóda négy éves fia, Topa Hung, aki a Hsziaoven uralkodói nevet veszi fel.

## Halálozások
- I. Gennadius, konstantinápolyi pátriárka
- Aspar, keletrómai politikus, hadvezér
- Ardabur, keletrómai politikus, hadvezér

## Fordítás
- Ez a szócikk részben vagy egészben  a(z)   471 című angol Wikipédia-szócikk ezen változatának fordításán alapul.  Az eredeti cikk szerkesztőit annak laptörténete sorolja fel. Ez a jelzés csupán a megfogalmazás eredetét és a szerzői jogokat jelzi, nem szolgál a cikkben szereplő információk forrásmegjelöléseként.